# Cobicistat
Cobicistat, de nombre comercial Tybost (anteriormente GS-9350), es un fármaco utilizado en el tratamiento de la infección causada por el virus de la inmunodeficiencia humana (VIH/sida). Su principal mecanismo de acción es mediante la inhibición de las enzimas humanas hepáticas del citocromo P450 subtipo CYP3A, encargadas de la metabolización de fármacos y toxinas. Tal como el ritonavir, cobicistat interesa por su capacidad de inhibir estas enzimas hepáticas que metabolizan otros fármacos usados para tratar el VIH, notablamente el elvitegravir, un inhibidor de integrasa. Combinando cobicistat con elvitegravir, se alcanzan mayores concentraciones de elvitegravir en el organismo, teóricamente aumentando la supresión viral causada por éste, mientras que disminuyen sus efectos colaterales adversos. En contraste con el resto de fármacos antirretrovirales, cobicistat no tiene actividad contra el VIH directa, sino por acción indirecta al potenciar la concentración de los antirretrovirales metabolizados por el CYP450.
Cobicistat también inhibe proteínas de transporte en el intestino, incrementando la absorción de varios fármacos contra el VIH, incluyendo atazanavir, darunavir, y tenofovir alafenamida.